# Сива (Кировская область)
Сива — заброшенная деревня в Малмыжском районе Кировской области. Входит в состав  Калининского сельского поселения.
По данным переписи населения в 2010 году в Сиве проживает 0 человек.

## Население
| 2010 |
| ---- |
| 0    |